# あふれる想い
「あふれる想い」(あふれるおもい 原題:Rush Rush、ラッシュ・ラッシュ)は、ポーラ・アブドゥルの楽曲。2枚目のスタジオ・アルバム『スペルバウンド』から先行シングルとして発売された。

## 解説
アブドゥル自身、初の本格的なバラード・シングルとなった。ミュージック・ビデオは映画『理由なき反抗』のオマージュになっており、キアヌ・リーヴスが相手役として出演している。

## 収録曲
3" シングル
1. あふれる想い　- 4:56
2. あふれる想い (ダブ・ミックス)　- 5:54